# Platgeta d'en Cosme
La platgeta d'en Cosme o sa Platgeta es troba al poble de Calella de Palafrugell (Baix Empordà).

## Descripció
Limita al nord amb la platja d'en Calau, separades per unes roques sobre les que hi ha Can Cosme, casa que dona nom a la platja, i al sud amb la platja de Port Pelegrí, separada d'aquesta per la punta dels Burricaires, on hi ha un mirador. Té 28 m de longitud i 20 m d'amplada, formada per sorra gruixuda.